# Oren Marshall
Oren Marshall (* 1966) ist ein englischer Tubist, der auf dem Gebiet der klassischen, der Improvisations- und Jazzmusik aktiv ist.

## Leben und Wirken
Marshall war von 1979 bis 1983 an der Shene Comprehensive School Schüler des Trompeters Graham Dennis Sanders. Von 1980 bis 1986 studierte er am Royal College of Music Tuba bei Steven Wassell und John Jenkins. Daneben nahm er Privatunterricht bei John Fletcher. 1988 schloss er seine Ausbildung an der Guildhall School of Music and Drama mit dem Lizenziat ab.
Seit Mitte der 1980er Jahre arbeitete er als klassischer Musiker mit den meisten bedeutenden Orchestern Großbritanniens, außerdem auch mit dem Frankfurter Radiosinfonieorchester, mit dem er 1985 unter Leitung von Eliahu Inbal Mahlers 9. und 10. Sinfonie einspielte. Parallel dazu begann er eine Laufbahn als Solist. So spielte er 1986 und 1987 Ralph Vaughan Williams’ Tubakonzert in Edinburgh und London, 1992 Valery Strukovs Tubakonzert mit dem Orchestre de la Suisse Romande in Genf und 1993 in der Queen Elizabeth Hall die Uraufführung von Jeremy Ardens Bayo´s Way, eines Konzerts für elektrische Tuba und Bläserensemble. 2001 trat er mit der Perkussionistin Evelyn Glennie, dem Trompeter Håkan Hardenberger und dem Posaunisten Christian Lindberg in der Wigmore Hall auf.
Als Jazzmusiker arbeitet Marshall seit den 1980er Jahren mit Bigbands wie den Loose Tubes, den Jazz Warriors, dem Ubiquity Orchestra und dem Tom Bancroft Orchestra zusammen, mit kleineren Gruppen wie Big Air (mit Chris Batchelor, Steve Buckley, Myra Melford und Jim Black), den Sons of Kemet (bis 2015) und dem Low Frequency Tuba Project (mit Marcus Rojas, Jay Rozen und Sergio Carolino) und Trio- und Duoformationen u. a. mit  Steve Noble, Davey Williams, Steve Buckley, Paul Dunmall, Billy Jenkins, Abram Wilson und Maurizio Ravalico. 2002 und 2003 wurde er für den BBC Innovation in Jazz Award nominiert.
Auf Afrikatourneen arbeitete Marshall in Ghana mit der Gruppe Kakatsitsi, dem Pan-African Orchestra, den Ghana Dance Ensemble Drummers, der West African Folkloric Troupe of Ghana, der Dromé Cultural Group und dem Ghana Cultural Ballet, im Sudan mit Rasha und Wafir Shekheldin, in Algerien mit Abdelkader Sadhoun und in Südafrika mit dem Ntchuks Bonga Quartet zusammen.
Seit 1988 unterrichtet Marshall Tuba am Royal College of Music, wo er seit 2003 eine Gastprofessur innehat, seit 1988 Jazz-Ensemblespiel an der Royal Academy of Music. Weitere Lehraufträge hat er am Royal Northern College of Music, der Royal Scottish Academy of Music and Drama, dem Royal Welsh College of Music und der Guildhall School of Music.

## Diskographie
- Trio Playing (mit Derek Bailey und John Butcher), 1995
- Introduction to the Story of Speedy Sponda Part One, 2005.
- Time Spent at Traffic Lights, 2006.